# Lucimar Teodoro
Lucimar Teodoro (sinh ngày 1 tháng 5 năm 1981) là vận động viên điền kinh người Brazil, tham dự nội dung  400 mét chạy nước rút và 400 mét vượt rào.
Teodoro sinh ra tại Guararapes, São Paulo và bắt đầu tham gia thi đấu điền kinh chuyên nghiệp vào năm 2001. Cô tham dự Thế vận hội đầu tiên của mình tại Athens năm 2004 với tư cách là thành viên đội tiếp sức nội dung 4 × 400 mét. Tuy nhiên, đội đã không lọt vào trận chung kết. Teodoro giành chiến thắng trong cả cuộc đua nước rút và vượt rào 400   m tại giải vô địch quốc gia năm 2005 và lọt vào bán kết nội dung nước rút tại Giải vô địch Điền kinh thế giới năm 2005. Tại Giải vô địch Điền kinh thế giới năm 2005 tổ chức ở Osaka, cô tham gia nội dung 400   m vượt rào, nhưng không tiến vào trận chung kết. Tại Thế vận hội Bắc Kinh 2008 Teodoro đại diện cho Brazil tham dự nội dung 400   m vượt rào, và chay tiếp sức 4 × 400 mét.
Cô lập kỷ lục thể thao Nam Mỹ  trong nội dung 400   m vượt rào với thành tích 55,84   giây tại Giải Grande Prêmio Brasil Caixa tổ chức ở Belém vào tháng 5 năm 2009. Cô về nhì tại Giải Troféu Brasil Caixa de Atletismo  Tháng 7, cô giành được huy chương vàng tại Giải Lusophony Games 2009.
Cô thử nghiệm và cho kết quả dương tính với chất cấm (Fenproporex) ngay sau đó và bị cấm thi đấu tạm thời, không được tham gia Giải vô địch Điền kinh thế giới năm 2009. Sau khi thừa nhận sử dụng chất cấm, cô bị Liên đoàn điền kinh Brazil treo giò thi đấu tối thiểu hai năm.

## Thành tích
| Năm                 | Giải đấu            | Địa điểm            | Thứ hạng            | Nội dung            | Chú thích           |
| Đại diện của Brasil | Đại diện của Brasil | Đại diện của Brasil | Đại diện của Brasil | Đại diện của Brasil | Đại diện của Brasil |
| ------------------- | ------------------- | ------------------- | ------------------- | ------------------- | ------------------- |
| 2006                | Giải vô địch Nam Mỹ | Tunja, Colombia     | 1st                 | 400 m               | 53.31 s             |
| 2006                | Giải vô địch Nam Mỹ | Tunja, Colombia     | 1st                 | 400 m hurdles       | 58.16 s             |

## Kỷ lục cá nhân
| Nội dung         | Thời gian (giây) | Địa điểm          | Ngày                |
| ---------------- | ---------------- | ----------------- | ------------------- |
| Vượt rào 100 mét | 14,48            | São Paulo, Brazil | 28 tháng 2 năm 2007 |
| Vượt rào 400 mét | 55,84 AR         | Belém, Brazil     | 24 tháng 5 năm 2009 |
| 400 mét          | 51,23            | São Paulo, Brazil | 17 tháng 6 năm 2005 |

- Thông tin được lấy từ hồ sơ IAAF. [1]